# Литвинов, Борис Нилович
Борис Нилович Литвинов (18 (30) октября 1872, Кострома — 4 марта 1948, Дубравлаг) — генерал-майор Белой армии, востоковед, художник, мемуарист.

## Биография
Родился в Костроме в мещанской семье художника, учился в гимназии в Костроме и в реальных училищах в Иваново-Вознесенске и Казани. В 1891 году, после смерти отца, поступил вольноопределяющимся в Свияжский резервный батальон, откуда был командирован для учебы в Московское пехотное юнкерское училище, которое окончил в 1893 году.
Был выпущен офицером в 11-й Туркестанский линейный батальон. Служил в Туркестанском военном округе до 1914 года. В 1894 году участвовал в экспедиции на Памир, в 1896 году участвовал в геодезической съемке и описании Гиссарского хребта и обследовании пограничных районов. Собирал материалы по истории и географии Туркестана, занимался живописью (писал местные виды, исполнил серию рисунков бухарских ковров), публиковал статьи и заметки о Туркестане в различных изданиях с собственными иллюстрациями. Сделал свыше 300 зарисовок архитектурных памятников и видов Туркестанского края. Будучи в звании капитана, в 1908 году получил двухгодичный отпуск для обучения в Императорской Академии Художеств. К 1914 году Литвинов стал подполковником, командиром батальона 19-го Туркестанского стрелкового полка.
Во время Первой мировой войны его полк входил в состав Отдельной Кавказской армии и действовал в приморском отряде генерала Ляхова. В 1915 году Литвинов стал полковником и командиром своего 19-го Туркестанского полка. Отличился во время Трапезундской операции в феврале 1916 года; в начале апреля 1916 года со своим полком с боем занял город Дживизликан к юго-западу от Трапезунда. В этом бою он был ранен. Был награжден Георгиевским оружием, а затем — орденом Св. Георгия. Летом 1917 года был назначен командиром 1-й Закавказской пехотной запасной бригады, в которой он должен был восстановить пошатнувшуюся дисциплину. После Октябрьской революции в конце 1917 года был арестован, после чего был освобожден солдатами и уехал во Владикавказ, где жила его жена с детьми.
23 июня 1918 года возглавил тщательно подготовленное им восстание терских казаков и начал партизанскую войну в тылу 11-й Красной армии. 1 ноября 1918 года его отряд соединился с войсками Добровольческой армии и вошел в состав 3-го корпуса генерала Ляхова.
Затем по собственной просьбе Литвинов был направлен в хорошо знакомый ему Туркестан, и в мае 1919 года прибыл в Ашхабад в распоряжение командующего войсками Закаспийской области генерала И. В. Савицкого. Вначале Литвинов был назначен начальником формирующейся Туркестанской стрелковой дивизии, а летом 1919 года, после оставления белыми Ашхабада, — командиром Сводно-Закаспийской стрелковой дивизии. Ему был присвоен чин генерал-майора. В декабре 1919 года в бою у Казанджика он был тяжело ранен в грудь. 12 декабря 1919 года из Красноводска на пароходе его переправили в Петровск. В марте 1920 года он эвакуировался из Новороссийска в Крым. Там он сначала продолжал находиться на излечении, затем был зачислен в резерв чинов при штабе Главнокомандующего Русской армии генерала Врангеля.
В ноябре 1920 года эвакуировался из Крыма; поселился в Белграде. Там он продолжил заниматься живописью: писал иконы, пейзажи, батальные картины; автор серии акварелей «Старый Дубровник». В 1925 году был участником групповой выставки русских и сербских художников в отеле «Клеридж» (1925). В 1927 году на персональной выставке представил 55 своих картин написанных гуашью, многие из которых были посвящены Туркестану («Купола великого Тамерлана» (XIV—XV вв.), «Маки в цвету», «У берегов Каспийского моря», «Развалины города Мерва», «Утро на афганской границе», «Рассвет в Каракумах») и русскому Северу («Сбитеньщик», «Серенький денек», «Деревушка», «Березовые дороги Аракчеева», «Утро в Вологде»). В тот же период провел выставки в Бостоне (США), Офицерском доме в Белграде. В 1930 году открыл курсы живописи. Также писал мемуары.
Во время Второй мировой войны в спорах с другими русскими эмигрантами утверждал, что «свою Родину нужно защищать, кто бы ни стоял там у власти». После освобождения Белграда в октябре 1944 года советское командование использовало его как военного топографа, но 17 июля 1945 года его арестовал СМЕРШ, и 28 августа 1945 года военный трибунал 37-й армии приговорил его к 10 годам лагерей по ст. 58-4 УК РСФСР «за помощь международной буржуазии и осуществление враждебной деятельности против СССР». Сначала содержался в Днепропетровске, затем был отправлен в лагерь на станции Потьма (Дубравлаг), где он в марте 1948 года умер от инфаркта. Был реабилитирован посмертно в 1994 году.

## Семья
Первая жена Б. Л. Литвинова умерла при родах. Его второй женой была Зинаида Александровна, урожденная Кадилова, дочь генерала Александра Назаровича Кадилова. У Б. Л. Литвинова было четыре дочери: Ирина (1904—?), Людмила (1907—?), Татьяна (1911—?), Юлия (1925—?). Его внук Андрей Витальевич Тарасьев (род. 1933) стал доктором филологических наук, живет в Белграде.